# Aninoasa (okręg Dymbowica)
Aninoasa – wieś w Rumunii, w okręgu Dymbowica, w gminie Aninoasa. W 2011 roku liczyła 2347 mieszkańców.